# Statue de l'impératrice Joséphine
La Statue de l'impératrice Joséphine, ou Monument à l’impératrice Joséphine de Beauharnais, était un monument commémoratif en marbre blanc élevé en mémoire de Joséphine de Beauharnais (1763-1814) et situé sur la place de la Savane à Fort-de-France, en Martinique.
Construit durant les années 1850 par Vital Gabriel Dubray, cet hommage rendu à Joséphine de Beauharnais est critiqué en raison de la nature du personnage, une créole blanche dont la famille possédait une plantation esclavagiste, et qui est soupçonnée d'avoir joué un rôle dans le rétablissement de l'esclavage par Napoléon en 1802. Décapitée en 1991, elle est finalement détruite par des activistes en 2020, dans le cadre du mouvement de dé-commémoration qui cherche à décoloniser l'espace public.

## Description
La statue en marbre de Carrare représente l'impératrice Joséphine en grand manteau impérial, tenant le médaillon de Napoléon Ier. La statue repose sur un piédestal en marbre architecturé avec corniches et pilastres corinthiens, sur les quatre côtés duquel se trouvent des plaques en bronze commémorant la date de naissance de Joséphine (1763), celles de son mariage avec Bonaparte (1796), de son couronnement à Notre-Dame de Paris (1804) et de l'érection de la statue (1859).

## Historique

### Projet

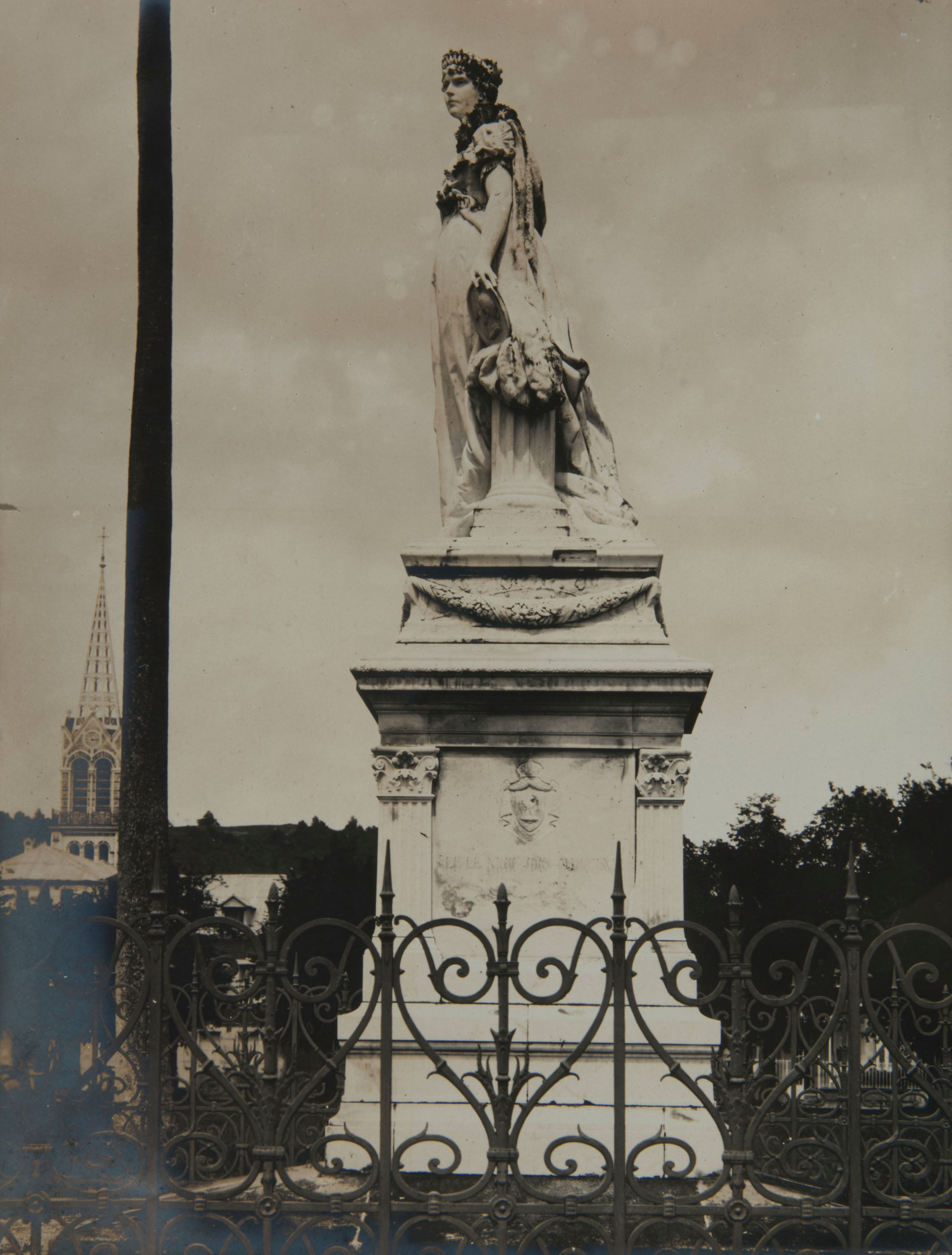
Le monument en 1912.

Un premier projet d'établissement d'une statue à la mémoire de Joséphine de Beauharnais, née Marie Rose Tascher de la Pagerie, baptisée aux Trois-Îlets le 27 juillet 1763 et impératrice des Français de 1802 à 1809, date de 1837.
Il faut attendre le Second Empire pour voir renaître le projet, lorsque l'empereur Napoléon III lance une souscription en Martinique pour financer le monument et fait un don de 12 000 francs. La première esquisse en plâtre de la statue est montrée le 15 mai 1855 à l'Exposition universelle de Paris. Le sculpteur Vital Gabriel Dubray s'inspire d'un buste de l'impératrice réalisé par François Joseph Bosio, que celle-ci avait offert à sa fille la reine Hortense pour sa parfaite ressemblance. L'artiste choisit lui-même en Toscane le marbre de Carrare qui est offert par l'empereur Napoléon III pour réaliser la statue.

### Construction

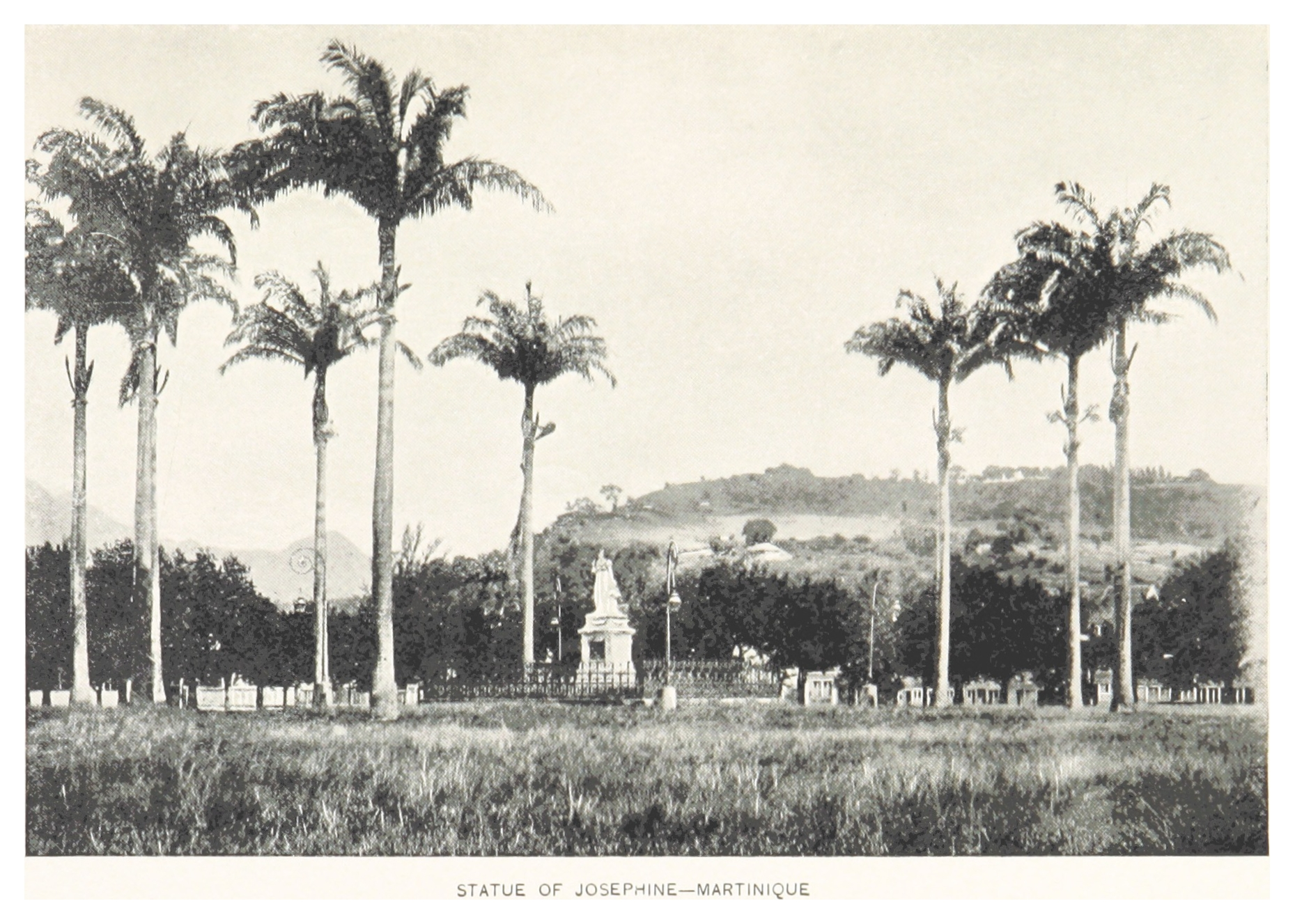
Statue de Joséphine au centre de la Savane à Fort-de-France en 1893.

Le monument est élevé au centre du jardin de la Savane à Fort-de-France, que la légende dit être l'endroit précis où un boulet de canon tomba aux pieds de Joséphine en 1790. La première pierre de la structure du monument, édifié par l'architecte Pierre Manguin, est posée le 12 juillet 1856. Le piédestal en marbre sur lequel repose la statue est installé au centre d'un large socle carré en granit surmonté d'une belle grille ouvragée et aux angles duquel sont installés des candélabres. Huit palmiers royaux sont plantés autour du socle pour mettre l'ensemble en valeur et attirer l’œil au centre du jardin de la Savane. Le monument est inauguré le 29 août 1859 et donne lieu à trois jours de fêtes grandioses. Trois estrades pavoisées de banderoles, destinées aux gouverneurs de la Martinique et de la Guadeloupe, au gouverneur anglais de Sainte-Lucie, aux étrangers de distinction venus des îles anglaises et danoises et aux autorités des deux colonies françaises, s'élèvent sur trois côtés. Le gouverneur Maussion de Candé donne le signal des réjouissances. Discours et salves de canons s'enchaînent. Un banquet de 200 couverts et un bal attendent les convives dans le salon du gouvernement. Une grande fête populaire a lieu dans la Savane et une exposition de produits créoles fait la clôture.

### Réaménagement, décapitation et destruction
En tant que créole blanche dont la famille possédait une plantation esclavagiste, la Petite Guinée, et qui est soupçonnée d'avoir joué un rôle dans le rétablissement de l'esclavage par Napoléon en 1802, la statue de l'impératrice est l'objet de controverses.

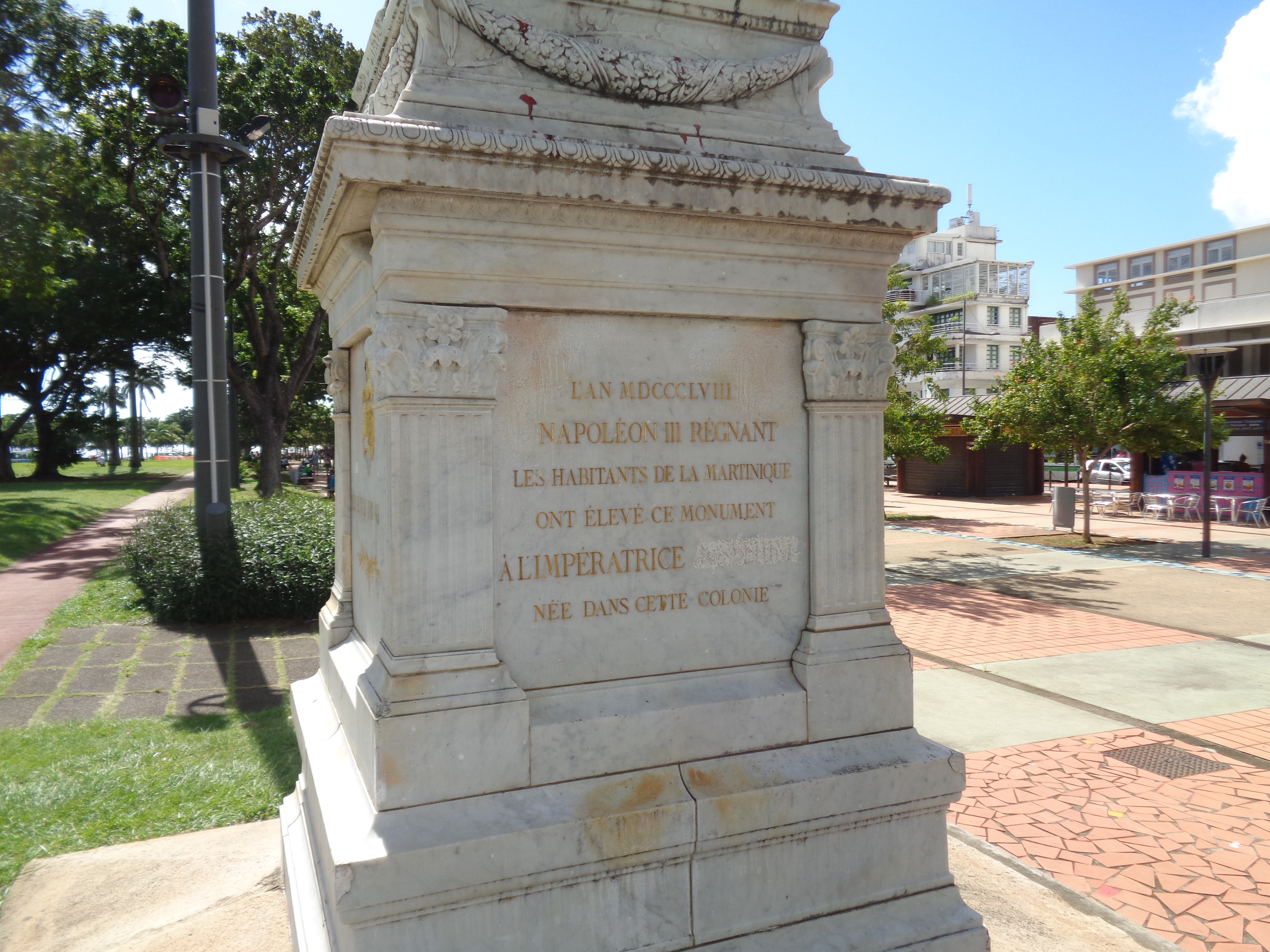
En plus de la décapitation, le nom de l'impératrice gravé sur le piédestal a été martelé.

Lors des réaménagements du jardin de la Savane en 1974, l'administration municipale d'Aimé Césaire déplace la statue sur la bordure ouest du parc, au bord de la rue de la Liberté, sans son large socle en granit et sa grille ouvragée. Ce déplacement permet de rendre la statue moins visible, et vient répondre au ressentiment d'une partie de la population.
En septembre 1991, la statue est décapitée par un commando anonyme, reprochant à Joséphine son rôle supposé dans le rétablissement de l'esclavage en 1802. La statue est laissée en l'état, mais elle est inscrite, avec son piédestal, au titre des monuments historiques le 31 décembre 1992.
Le 24 juillet 2020, dans la foulée des manifestations contre le racisme et les violences policières qui font suite à la mort de George Floyd, individu noir tué par un policier blanc le 25 mai 2020 à Minneapolis aux États-Unis, des activistes du collectif anticolonial Rouge-Vert-Noir mettent en demeure la mairie de Fort-de-France de déboulonner la statue. Celle-ci est finalement détruite par le collectif le 26 juillet 2020,. Cette dégradation, qu'il décrit comme un acte de vandalisme, est condamnée par le Premier ministre, Jean Castex. Au même moment, la statue de Pierre Belain d’Esnambuc, également située à Fort-de-France, est aussi déboulonnée.